# اکتاویو وازکوئز

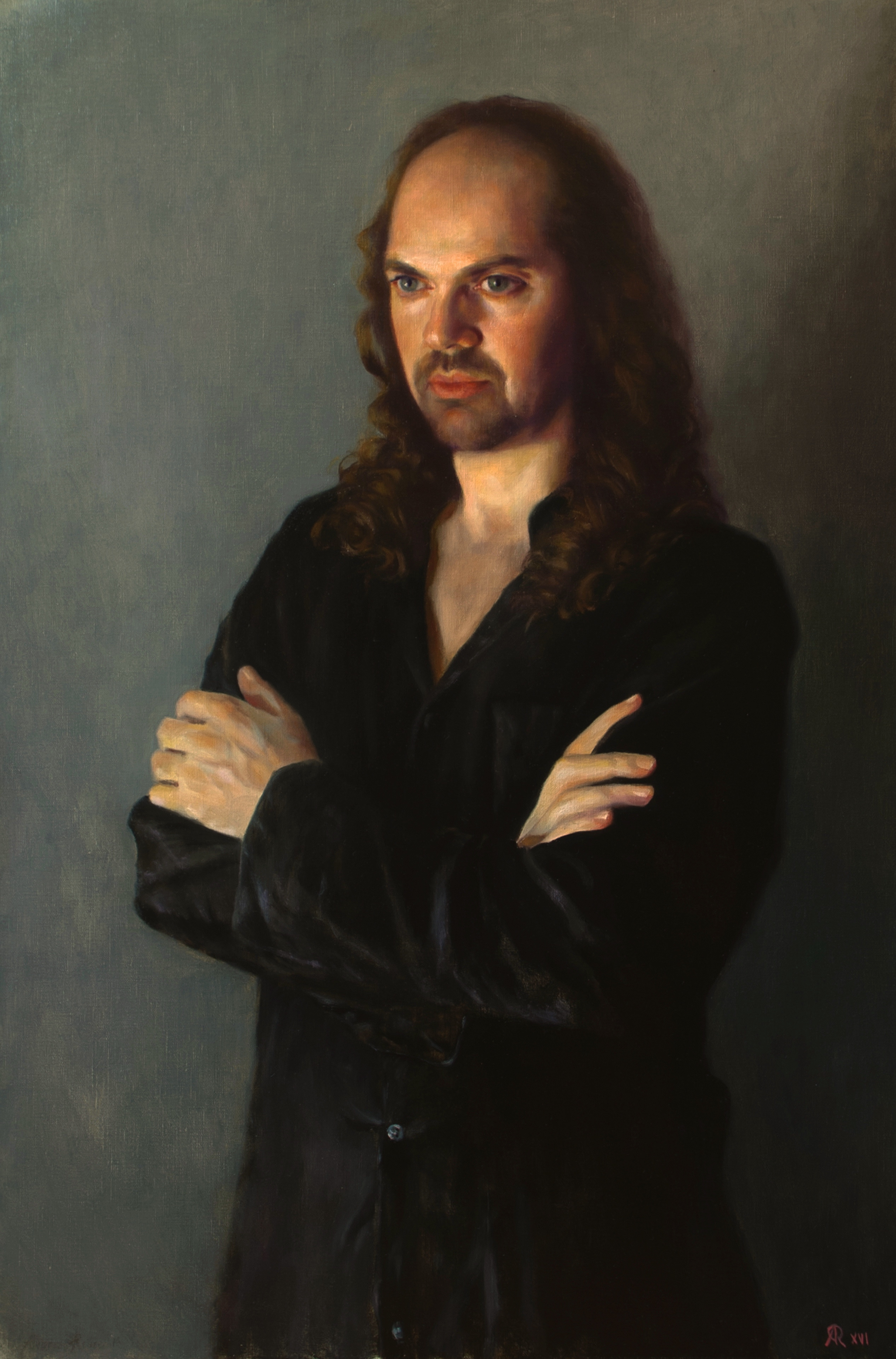
اوکتاویو وازکوئز رودریگز

اوکتاویو وازکوئز رودریگز (متولد ۱۰ سپتامبر ۱۹۷۲) آهنگساز موسیقی کلاسیک آمریکایی اهل نیویورک است.

## زندگی‌نامه
وی متولد سانتیاگو د کمپوستلا (گالیسیاهای اسپانیا) است، وازکوئز نوشتن موسیقی را در سن ۷ سالگی شروع کرد. او در سن ۱۲ سالگی مدیر موسیقی کلیسای سنت پیتر لوگو بود. در سال ۱۹۸۹ به مادرید نقل مکان کرد و از هنرستان عالی سلطنتی موسیقی مادرید فارغ‌التحصیل پیانو و آکومپانیمان شد. وی از سال ۱۹۹۹ ساکن شهر نیویورک است.

## گزیده آثار

### ارکستر
یادگاری (۱۹۹۸) برنده آندرس Gaos رقابت‌های بین‌المللی برای اولین بار توسط ارکستر فیلارمونیک سلطنتی گالیسیا بایگانی‌شده  در ۸ مارس ۲۰۱۸ توسط Wayback Machine
هرمس (۲۰۰۴) اجرا شده و برای اولین بار توسط ارکستر فیلارمونیک سلطنتی گالیسیا بایگانی‌شده  در ۸ مارس ۲۰۱۸ توسط Wayback Machine و رهبری Maximino Zumalave
پیانو کنسرتو (۲۰۰۷) اجرا شده و برای اولین بار توسط گالیسیا ارکستر سمفونیکبا سولیست Cristina پاتو
Tropos ویولن کنسرتو (۲۰۱۰) سفارش Xacobeo کلاسیک جشنواره ۲۰۱۰ و برای اولین بار توسط ارکستر فیلارمونیک سلطنتی گالیسیا بایگانی‌شده  در ۸ مارس ۲۰۱۸ توسط Wayback Machineبا سولیست Amaury Coeytaux
Ewiges blaues Licht (2011) اجرا شده و برای اولین بار توسط گالیسیا ارکستر سمفونیک و ارکستر ویکتور پابلو پرز
پنه لوپه (۲۰۱۴) برای گروه کر و ارکستر به سفارش گالیسی فرهنگی شورا و برای اولین بار توسط، Vocesهای Collegium Compostellanum و واقعی Filharmonia de Galicia اجرا شده توسط Maximino Zumalave
Elas (2014) گالیسی gaita و ارکستر اجرا شده توسط Cristina پتو و موسیقی‌های جدید ایالات متحده آمریکا و برای اولین بار توسط کریستینا پتو و Sphinx ارکستر سمفونیک اجراشده توسط اندرو گرم
زنان بیوه از زنده‌ها و مرده (۲۰۱۴) گالیسی gaita و ارکستر اجرا شده توسط Cristina پتو و موسیقی‌های جدید ایالات متحده آمریکا و برای اولین بار توسط کریستینا پتو و واقعی Filharmonia de Galicia انجام شده توسط Daniel Paul
Gaude (2016) برای گروه کر و ارکستر باروک اجرا شده توسط Stefan Plewniak بایگانی‌شده  در ۱۶ اوت ۲۰۱۷ توسط Wayback Machine & Il Giardino d'amore

### تکنوازی
Sonatina برای پیانو (۱۹۹۴)
پرلود و فوگ برای گیتار (۱۹۹۹)
نوزده مقدمات برای پیانو (۲۰۰۱)
گالیسیایی رقص برای پیانو (۲۰۰۳)
تغییرات در یک موضوع توسط موتزارت برای ویولن (۲۰۰۸)
Nostos برای گیتار (۲۰۰۹) اجرا شده توسط آدام لوین و کمیسیون فولبرایت
Percée برای ویولن (۲۰۱۱) اجرا شده توسط روبرتو آلونسو Trillo
دو من برای ویولن (۲۰۱۵) اجرا شده توسط روبرتو آلونسو Trillo
سه گالیسی قطعه برای پیانو (۲۰۱۵) اولین جایزه در گالیسی آهنگ محلی رقابت‌های بین‌المللی

## یادداشت
1. MundoClasico.com[پیوند مرده] (2007)
2. ناصری کالج (۲۰۱۴)